# John Shumate
John Henry Shumate (Greenville, Carolina del Sur; 6 de abril de 1952-3 de febrero de 2025) fue un entrenador y jugador de baloncesto estadounidense que jugó cinco temporadas en la NBA. Con 2,05 metros de altura, lo hacía en la posición de ala-pívot.

## Trayectoria deportiva

### Universidad
Jugó durante tres temporadas con los Fighting Irish de la Universidad de Notre Dame, perdiéndose una temporada completa por unos problemas de circulación en su pierna que le afectarían también en su vida profesional, en las que promedió 22,6 puntos y 11,6 rebotes por partido. En ese periodo acumuló varios récords de la universidad, incluidos el de la serie de lanzamientos a canasta anotados consecutivamente, con 20, y el de mejor porcentaje de tiros de campo, con un 61,0% (538 de 882). En 1974 fue incluido en el mejor quinteto All-American. En 2005 fue incluido en el mejor equipo del siglo XX de su universidad.

### Profesional
Fue elegido en la cuarta posición del Draft de la NBA de 1974 por Phoenix Suns, pero no comenzó su carrera hasta la temporada siguiente debido a sus problemas de salud. A pesar de que estaba completando una muy buena primera temporada, los Suns lo traspasaron en el mes de febrero a Buffalo Braves a cambio de Gar Heard y una futura ronda del draft. Allí completó una campaña excepcional, promediando 11,7 puntos y 7,4 rebotes por partido, y liderando la NBA en porcentaje de tiros de campo, con un 56,1% de efectividad. Todo ello hizo que fuera incluido en el mejor quinteto de rookies de la liga.
Su siguiente temporada, la 1976-77, la única que jugó completa en el mismo equipo, fue la mejor de su carrera, promediando 15,1 puntos y 9,1 rebotes por partido. Poco después de comenzar la temporada siguiente, fue traspasado, junto con Gus Gerard a Detroit Pistons, a cambio de Marvin Barnes. Allí fue titular desde el primer partido, con muy buenas estadísticas, pero a pesar de ello, poco después del comienzo de la temporada 1979-80 fue despedido. Allí comenzó un periplo que le llevó a jugar en temporada y media en tres equipos diferentes, Houston Rockets, San Antonio Spurs y Seattle Supersonics, antes de retirarse definitivamente en 1980, tras no superar sus problemas de salud. En el total de su corta carrera profesional promedió 12,3 puntos y 7,5 rebotes por partido.

### Entrenador
Tras retirarse del baloncesto en activo, regresó a la Universidad de Notre Dame, donde ejerció como entrenador asistente durante dos temporadas, para después hacerse cargo de la pequeña universidad de Grand Canyon College hasta 1986, fecha en la que regresa a su antiguo puesto en los Fighting Irish. En 1988 se hace cargo como entrenador principal de una universidad importante, la Southern Methodist, y donde permanece hasta 1995, para regresar a la NBA como entrenador asistente de los Toronto Raptors.
En 1998 se incorpora a los Phoenix Suns en el departamento de relaciones con la comunidad, dedicándose a dar conferencias en los colegios y a participar en campus deportivos. Ya por fin en 2002 se hace cargo del equipo femenino de las SMU Mustangs, donde permanece una temporada, logrando ocho victorias y veintiséis derrotas.

## Estadísticas de su carrera en la NBA

### Temporada regular
| Temporada | Edad | Equipo              | Liga | P   | TIT | MIN  | TC  | TCA  | %TC  | 3P  | 3PA | %3P  | TL  | TLA | %TL  | R.OF. | R.DEF. | REB | ASIS | ROB | TAP | PER | FP  | PTS  |
| 1975-76   | 23   | TOTAL               | NBA  | 75  |     | 26.3 | 4.4 | 7.9  | .561 |     |     |      | 2.8 | 4.3 | .650 | 1.9   | 5.5    | 7.4 | 1.7  | 1.1 | 0.5 |     | 2.1 | 11.7 |
| 1975-76   | 23   | Phoenix Suns        | NBA  | 43  |     | 21.6 | 4.3 | 7.9  | .550 |     |     |      | 2.7 | 4.3 | .628 | 1.4   | 4.2    | 5.6 | 1.4  | 1.0 | 0.4 |     | 1.8 | 11.3 |
| 1975-76   | 23   | Buffalo Braves      | NBA  | 32  |     | 32.7 | 4.6 | 7.9  | .575 |     |     |      | 3.0 | 4.5 | .678 | 2.6   | 7.3    | 9.8 | 2.0  | 1.2 | 0.6 |     | 2.6 | 12.2 |
| 1976-77   | 24   | Buffalo Braves      | NBA  | 74  |     | 35.1 | 5.5 | 10.9 | .502 |     |     |      | 4.1 | 6.1 | .671 | 2.2   | 7.3    | 9.5 | 2.1  | 1.2 | 1.1 |     | 2.7 | 15.1 |
| 1977-78   | 25   | TOTAL               | NBA  | 80  |     | 34.5 | 4.9 | 9.7  | .506 |     |     |      | 5.0 | 6.4 | .787 | 2.0   | 6.6    | 8.5 | 2.3  | 1.1 | 0.7 | 2.9 | 2.5 | 14.8 |
| 1977-78   | 25   | Buffalo Braves      | NBA  | 18  |     | 32.8 | 4.2 | 8.4  | .497 |     |     |      | 4.1 | 5.5 | .747 | 1.8   | 5.3    | 7.1 | 3.2  | 0.8 | 0.5 | 2.6 | 3.2 | 12.4 |
| 1977-78   | 25   | Detroit Pistons     | NBA  | 62  |     | 35.0 | 5.1 | 10.0 | .508 |     |     |      | 5.3 | 6.6 | .797 | 2.0   | 6.9    | 8.9 | 2.0  | 1.2 | 0.7 | 3.0 | 2.3 | 15.5 |
| 1979-80   | 27   | TOTAL               | NBA  | 65  |     | 20.6 | 3.2 | 6.0  | .528 | 0.0 | 0.0 | .000 | 2.5 | 3.3 | .764 | 1.7   | 3.9    | 5.6 | 1.3  | 0.6 | 0.7 | 1.4 | 1.9 | 8.9  |
| 1979-80   | 27   | Detroit Pistons     | NBA  | 9   |     | 25.3 | 3.9 | 7.2  | .538 | 0.0 | 0.0 |      | 1.9 | 2.8 | .680 | 2.0   | 5.8    | 7.8 | 1.0  | 1.0 | 0.6 | 1.6 | 1.8 | 9.7  |
| 1979-80   | 27   | Houston Rockets     | NBA  | 29  |     | 11.4 | 1.2 | 2.2  | .531 | 0.0 | 0.0 |      | 1.1 | 1.5 | .750 | 0.9   | 1.9    | 2.7 | 0.8  | 0.3 | 0.3 | 0.9 | 1.3 | 3.5  |
| 1979-80   | 27   | San Antonio Spurs   | NBA  | 27  |     | 28.8 | 5.1 | 9.7  | .525 | 0.0 | 0.0 | .000 | 4.3 | 5.4 | .782 | 2.4   | 5.5    | 7.9 | 1.9  | 0.9 | 1.1 | 1.9 | 2.6 | 14.5 |
| 1980-81   | 28   | TOTAL               | NBA  | 24  |     | 22.0 | 2.3 | 5.5  | .427 | 0.0 | 0.0 |      | 2.3 | 3.2 | .724 | 1.4   | 2.3    | 3.7 | 1.0  | 0.9 | 0.4 | 1.8 | 2.0 | 7.0  |
| 1980-81   | 28   | San Antonio Spurs   | NBA  | 22  |     | 23.6 | 2.5 | 5.8  | .438 | 0.0 | 0.0 |      | 2.4 | 3.3 | .726 | 1.5   | 2.5    | 4.0 | 1.1  | 1.0 | 0.4 | 1.9 | 2.1 | 7.5  |
| 1980-81   | 28   | Seattle SuperSonics | NBA  | 2   |     | 4.0  | 0.0 | 1.5  | .000 | 0.0 | 0.0 |      | 1.0 | 1.5 | .667 | 0.5   | 0.0    | 0.5 | 0.0  | 0.0 | 0.0 | 0.5 | 1.5 | 1.0  |
| Total     |      |                     | NBA  | 318 |     | 28.9 | 4.4 | 8.5  | .516 | 0.0 | 0.0 | .000 | 3.6 | 5.0 | .720 | 1.9   | 5.6    | 7.5 | 1.8  | 1.0 | 0.7 | 2.2 | 2.3 | 12.3 |

### Playoffs
| Temporada | Edad | Equipo            | Liga | P  | MIN | TCA | TC  | 3PA | 3P | TLA | TL | R.OF. | REB | ASIS | ROB | TAP | PER | FP | PTS | %TC  | %3P | %FT   | MIN  | PTS  | REB | AST |
| 1975-76   | 23   | Buffalo Braves    | NBA  | 9  | 362 | 54  | 92  |     |    | 19  | 38 | 25    | 77  | 25   | 9   | 13  |     | 29 | 127 | .587 |     | .500  | 40.2 | 14.1 | 8.6 | 2.8 |
| 1979-80   | 27   | San Antonio Spurs | NBA  | 3  | 78  | 9   | 20  | 0   | 0  | 3   | 3  | 7     | 13  | 5    | 4   | 4   | 5   | 9  | 21  | .450 |     | 1.000 | 26.0 | 7.0  | 4.3 | 1.7 |
| Total     |      |                   | NBA  | 12 | 440 | 63  | 112 | 0   | 0  | 22  | 41 | 32    | 90  | 30   | 13  | 17  | 5   | 38 | 148 | .563 |     | .537  | 36.7 | 12.3 | 7.5 | 2.5 |